# Chant de Ralliement
Chant de Ralliement este imnul național din Camerun, adoptat oficial din 1957. Muzica a fost compusă de René Djam Afame, care a și scris versurile alături de Samuel Minkio Bamba și Moïse Nyatte Nko'o. Versurile au fost schimbate în 1978